# Perris Records
Perris Records je americké hudební vydavatelství zaměřující se ve své tvorbě především na heavy metal a veškeré jeho méně známé kategorie, jako je glam rock, hair metal, sleaze rock a hard rock obecně.

## Historie
Hudební vydavatelství Perris Records založil na počátku 90. let v texaském Houstonu rockový hudebník Tom Mathers. Se svou hard rockovou skupinou Cherry St. se neúspěšně několik let pokoušel získat zájem některé z dosavadních nahrávacích společností, až se nakonec po celoamerickém turné, které zorganizoval zcela sám, rozhodl založit vlastní hudební vydavatelství.
Řada známých rockových kapel, které přežily období krize na začátku devadesátých let způsobené posunem všeobecného hudebního vkusu od hard rocku ke grungeovým kapelám, přešlo postupně ke spolupráci s Perris Records. To na začátku nového tisíciletí přitáhlo k tomuto vydavatelství i novou generaci hard rockových kapel a hudebníků. V roce 2005 Perris Records otevřel evropskou pobočku v dánské Kodani.
Od roku 2006 do roku 2009 Perris Records vydával každé dva měsíce v tištěné formě časopis Rocknation, distribuovaný zdarma ve více než 750 hudebních obchodech po celých USA nákladem 100 000 výtisků. V současné době vychází pouze v online verzi.
Rocknation TV byla třicetiminutová televizní show zaměřená na hudební klipy a rozhovory s umělci, která byla do roku 2009 vysílána přes kabelovou televizi Time Warner ve 250 největších amerických městech. Bylo natočeno celkem 55 epizod.

## Hudební skupiny a umělci spolupracující s Perris Records
- Adam Bomb
- Autograph
- Bang Tango
- Beverly Killz
- Big Cock
- Billy Sheehan
- Black 'N Blue
- Bruce Kulick
- BulletBoys
- Cinderella
- Cherry St.
- Danger Danger
- Dangerous Toys
- DNR (Dreams Now Reality)
- Electric Boys
- Enuff Z'Nuff
- Europe
- Every Mother's Nightmare
- Faster Pussycat
- Fifth Angel
- Firehouse
- Gemini Five
- George Lynch
- Gilby Clarke
- Heavens Edge
- Helix
- Jetboy
- King Kobra
- Kristy Majors
- L.A. Guns
- Leatherwolf
- Legs Diamond
- Lita Ford
- Lords of the New Church
- Loud N Nasty
- Love/Hate
- Lynch Mob
- Madam X
- Michael Angelo Batio
- Michael Schenker Group
- Michael Sweet
- Mike Tramp
- Montrose
- Mötley Crüe
- Nasty Idols
- Quiet Riot
- Razamanaz
- Rikki Rockett
- Rock N Roll Army
- Roxx
- Roxx Gang
- Steelheart
- Steevie Jaimz
- Stephen Pearcy
- Stryper
- S.E.X. Department
- Vain
- Vicious Rumors
- Vinnie Vincent
- Watchtower
- Y&T
- Zan Clan